# Yourself
 (mars 2012).
Si vous disposez d'ouvrages ou d'articles de référence ou si vous connaissez des sites web de qualité traitant du thème abordé ici, merci de compléter l'article en donnant les références utiles à sa vérifiabilité et en les liant à la section « Notes et références ».
Singles de dream
Get Over
(2001) Sincerely ~Ever Dream~
(2002)
Yourself est le douzième single du groupe féminin de J-pop dream, produit par Masato Matsūra, dont les paroles sont écrites par l'une des chanteuses, Mai Matsumoro. Il sort le 1er janvier 2002 au Japon sous le label avex trax, un mois seulement après le précédent single du groupe, Get Over. Il atteint la 21e place du classement Oricon, et reste classé pendant quatre semaines.
Le maxi-single contient cinq titres : une chanson originale composée par Kazuhito Kikuchi, sa version instrumentale, une version remixée, et deux versions remixées de la chanson Get Over du précédent single. La chanson-titre a été utilisée comme thème musical pour le populaire tournoi de football inter-lycée japonais annuel. Elle figurera sur le deuxième album du groupe, Process, qui sort un mois et demi plus tard. Une vidéo homonyme contenant son clip vidéo sortira deux mois plus tard, le 13 mars 2002, aux formats VHS et DVD ; se sera le dernier "single-vidéo" du groupe.

## Membres
- Mai Matsumoro
- Kana Tachibana
- Yū Hasebe

## Liste des titres
CD
1. Yourself
2. Get Over (Warp Brothers Remix)
3. Yourself (Dub's Unrestricted Remix)
4. Get Over (Flutlicht Vocal Mix)
5. Yourself (Instrumental)

DVD / VHS
1. Yourself (clip vidéo)